# Miloš Vojtěchovský (fotograf)
Miloš Vojtěchovský (* 15. dubna 1955 Praha) je českým umělcem v oblasti počítačového umění a grafiky. Střídavě působil také jako kritik, teoretik a pedagog na různých vysokých školách.

## Život
V letech 1974 až 1980 studoval obor Estetika a dějiny umění v Praze na Filozofické fakultě Univerzity Karlovy. Od té doby pracoval jako vrátný, doručovatel, kurátor, dopisovatel do novin, pedagog a vydavatel. Kurátorem byl v Národní galerii umění v Praze v letech 1985 až 1991. V letech 1991 až 1995 působil v Amsterdamu. Přednášel zde umění zemí východní Evropy v The Center for History of Art a provozoval výstavní galerii Oko Production. Přednášel také v New Yorku na Hofstra University a Rutgers University. Od poloviny devadesátých let do roku 2004 působil na FaVU VUT. Byl zde lektorem Katedry teorií a dějin umění. Od roku 2004 je interním pedagogem na FAMU, v Centru audiovizuálních studií. Stál také u zrodu Institutu intermédií (IIM) v roce 2007, který byl spolu-založen s Českým vysokým učením technickým. Tento institut vytváří platformu pro mezinárodní spolupráci v oboru technických a uměleckých oborů.

## Tvorba
Jeho práce zahrnuje nejen obrazové, ale i zvukové umění. Mezi jeho hlavní zájmy patří také lokativní média a komunitní intermediální projekty. Zrealizoval již řadu multimediálních projektů, od roku 1992 publikuje také příspěvky v českých i zahraničních periodikách (Witte Raaf, Kunst en Texten, ...). Z českých lze jmenovat Lidové noviny a Literární noviny. Je také spoluautorem multimediálního učebního projektu Orbis Pictus Revised a Colorum Natura Variae. Podílel se i na založení internetového projektu Nejmilejší zvuky Prahy v roce 2009.